# Henry Abel Smith
Pour les articles homonymes, voir Henry Smith et Smith.
Henry Abel Smith (1900-1993) est un militaire britannique et gouverneur du Queensland. Il est officier des Horse Guards.

## Biographie
Diplômé de l'Académie royale militaire de Sandhurst, il est nommé sous-lieutenant aux Royal Horse Guards, les Blues, le 17 décembre 1919. Lieutenant le 17 décembre 1921.
Du 23 novembre 1928 au 21 janvier 1931, il est aide de camp du Gouverneur général et commandant en chef en Afrique du Sud, Sir Alexander Cambridge, Premier Comte d'Athlone et le père de sa future femme. Il devient capitaine le 1er février 1930.
Il se marie le 7 octobre 1931 avec Lady May Helen Emma Cambridge, fille de Alexander Cambridge, Prince de Teck et membre de la famille royale.
Nommé commandant le 26 juin 1934, il est invité de droit aux funérailles du Roi George V le 23 janvier 1936.
Commandant avec rang de lieutenant-colonel du 29 juillet au 28 octobre 1941. Lieutenant-colonel à titre temporaire du 29 octobre 1941 au 25 juin 1944, puis nommé lieutenant-colonel le 26 juin 1944, il commande le 2e Régiment de cavalerie de la Garde (2nd Household Cavalry Regiment) de juillet 1942 à mai 1945 (Normandie, Pays-Bas, Allemagne). Il participe à l’opération Market Garden. À ce titre, il est décoré de l'Ordre du Service distingué (Distinguished Service Order) le 1er février 1945 et promu Chevalier Officier de l’Ordre d'Orange-Nassau (Pays-Bas) le 15 juillet 1947. 
En 1946 et 1947, il est chef de corps des Royal Horse Guards (les Blues).
Il est promu Chevalier commandeur de l'Ordre royal de Victoria le 8 juin 1950 et prend sa retraite cette même année. Il est nommé colonel honoraire le 6 février 1950.
Il fait partie de la procession des membres de la famille lors du couronnement de la reine Élisabeth II le 2 juin 1953.
Il est Gouverneur du Queensland, Australie, du 18 mars 1958 au 18 mars 1966.
Membre de la famille royale britannique de par son mariage, son service funéraire s’est tenu à la chapelle Saint-Georges du château de Windsor.
Il est cité dans les mémoires du colonel des Royal Horse Guards, David Smiley (1911-2008, LVO, OBE, MC) : Irregular Regular - Michael Russell - Norwich - 1994 –  (ISBN 0 85955 202 0)(traduction française en 2008 sous le titre Au cœur de l’action clandestine. Des Commandos au MI6 - L’Esprit du Livre Editions  (ISBN 978-2-915960-27-3).

## Honneurs et distinctions
- Chevalier commandeur de l'Ordre de Saint-Michel et Saint-Georges (KCMG-10 juin 1961[12])
- Chevalier commandeur de l'Ordre royal de Victoria (KCVO-1950)
- Compagnon du Distinguished Service Order (DSO-1945)
- Chevalier du Très vénérable ordre de Saint-Jean (KStJ-25 juin 1958[13])
- Chevalier Officier de l'Ordre d'Orange-Nassau (Pays-Bas-1947)